# 그녀는 거짓말을 너무 사랑해
《그녀는 거짓말을 너무 사랑해》(일본어: カノジョは嘘を愛しすぎてる)는 아오키 코토미에 의한 일본의 만화 작품이다. 《Cheese! 플라워 코믹스》(쇼가쿠칸)에서 2009년 5월부터 연재 중이다. 제59회 쇼가쿠칸 만화상 (소녀부분 부문)을 수상했다. 단행본은 2017년 3월 22권을 마지막으로 완결되었다. 2013년 12월에는 사토 타케루 주연의 실사 영화화 작품이 공개되었다. 약칭은 「카노우소」. 한국엔 2018년 1월 24일 현재 개봉되었고, CGV에서 상영 중이다.

## 개요
저자 아오키 코토미의 「쇼가쿠칸 만화상」을 수상한 첫 작품이며, 「Sho-Comi」에서 「Cheese!」로 이적 후 첫 연재한 작품이다.
8권까지의 누계 발행 부수는 250만부를 돌파하였다.
「Cheese!」2012년 4월호에서는 영화화가 발표 됨과 동시에 주인공의 "코에다 리코" 역을 공모 오디션으로 선출한다는 내용이 공지 되었다.

## 영화판 만화
2013년 2월 20일부터 일본 BeeTV의 「Bee 만화」로 방영되었다.

## 영화
2013년 12월 14일 도호 배급으로 개봉한 일본의 영화이다. 주연은 사토 타케루. 히로인 리코 역할에는 일반인들로부터 모집 한 「리코를 찾아라! 오디션」에서 우승한 당시 현역 여고생의 오오하라 사쿠라코가 선정되었다.

### 제작진
- 감독 : 고이즈미 노리히로
- 각본 : 요시다 토모코
- 음악 프로듀서 : 카메다 세이지
- 음악 : 이와사키 타이세이
- 원작 : 아오키 코토미
- 배급 : 도호
- 제작 : 「그녀는 거짓말을 너무 사랑해」제작위원회 (후지 TV, 아뮤즈, 쇼가쿠칸, 도호, ROBOT)

### 수상
- 제23회 일본 영화 비평가 대상 신인상 : 오오하라 사쿠라코

### 텔레비전 방송
2015년 6월 6일 22:00, 7일 0:20에 후지 TV 계열의 「토요 프리미엄」으로 지상파 첫 방송 되었다.

### TV 드라마
위 영화와 동일한 배우·스탭에 의해, 아키와 리코, 슌, 신야 등 「카노우소」에 등장하는 각 캐릭터들을 각각 주역으로 그린 옴니버스 드라마 총 10회가 제작 되었다.
제목은 「그녀는 거짓말을 너무 사랑해 사이드 스토리 ~ 나와 그녀가 만나기 전의 이야기 ~」
아키가 처음 사람들에게 곡을 선보이던 날, 아키가 쿠리프레를 빠져 나간 다음의 이야기로 아키와 신야의 불화 등 아키와 리코가 만나기 전, 영화의 이야기 이전의 등장 인물들의 에피소드를 그리고 있다.

#### 제작진
- 총감독 : 고이즈미 노리히로
- 감독 : 마카베 유키노리
- 각본 : 코사카 시호
- 음악 프로듀서 : 카메다 세이지
- 음악 : 이와사키 타이세이
- 원작 : 아오키 코토미